# Cuius regio, eius religio
Cuius regio, eius religio (укр. Чия влада, того і віра) — латинський вираз, який буквально означає що релігія правителя/правлячих має бути панівною в державі. Принцип вперше задекларовано під час укладення Аугсбурзького миру який завершив період збройного конфлікту між римо-католиками та протестантами в межах Священної Римської імперії.